# Ridgway (Pensilvânia)
Ridgway é um distrito localizado no estado norte-americano de Pensilvânia, no Condado de Elk.

## Demografia
Segundo o censo norte-americano de 2000, a sua população era de 4591 habitantes.
Em 2006, foi estimada uma população de 4240, um decréscimo de 351 (-7.6%).

## Geografia
De acordo com o United States Census Bureau tem uma área de
6,9 km², dos quais 6,9 km² cobertos por terra e 0,0 km² cobertos por água. Ridgway localiza-se a aproximadamente 450 m acima do nível do mar.

## Localidades na vizinhança
O diagrama seguinte representa as localidades num raio de 32 km ao redor de Ridgway.